# Pontalete
Pontalete é um distrito que, juntamente com o distrito da sede, constitui o município brasileiro de Três Pontas, no interior do estado de Minas Gerais. Sua população foi estimada em 2 633 habitantes pelo Instituto Brasileiro de Geografia e Estatística (IBGE) no ano de 2010. Localizado na região oeste do município, possui duas regiões povoadas principais, a sede homônima do distrito e o Quilombo Nossa Senhora do Rosário, que respondem por 22,6% e 4,6% da população total do distrito, respectivamente.
A localidade que deu nome ao distrito localiza-se na confluência dos rios Verde e Sapucaí, que formam a parte sul da Represa de Furnas, e recebeu esse nome por causa do formato que os dois rios desenhavam na paisagem. Mesmo com a construção da represa, este formato ainda existe. A população do distrito é de aproximadamente três mil habitantes, o que corresponde a cerca de cinco por cento da população total do município.

## História

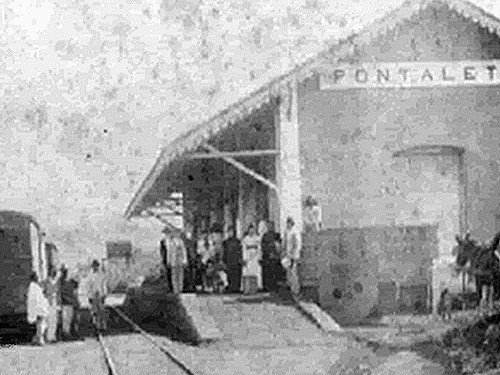
Antiga estação ferroviária no Pontalete

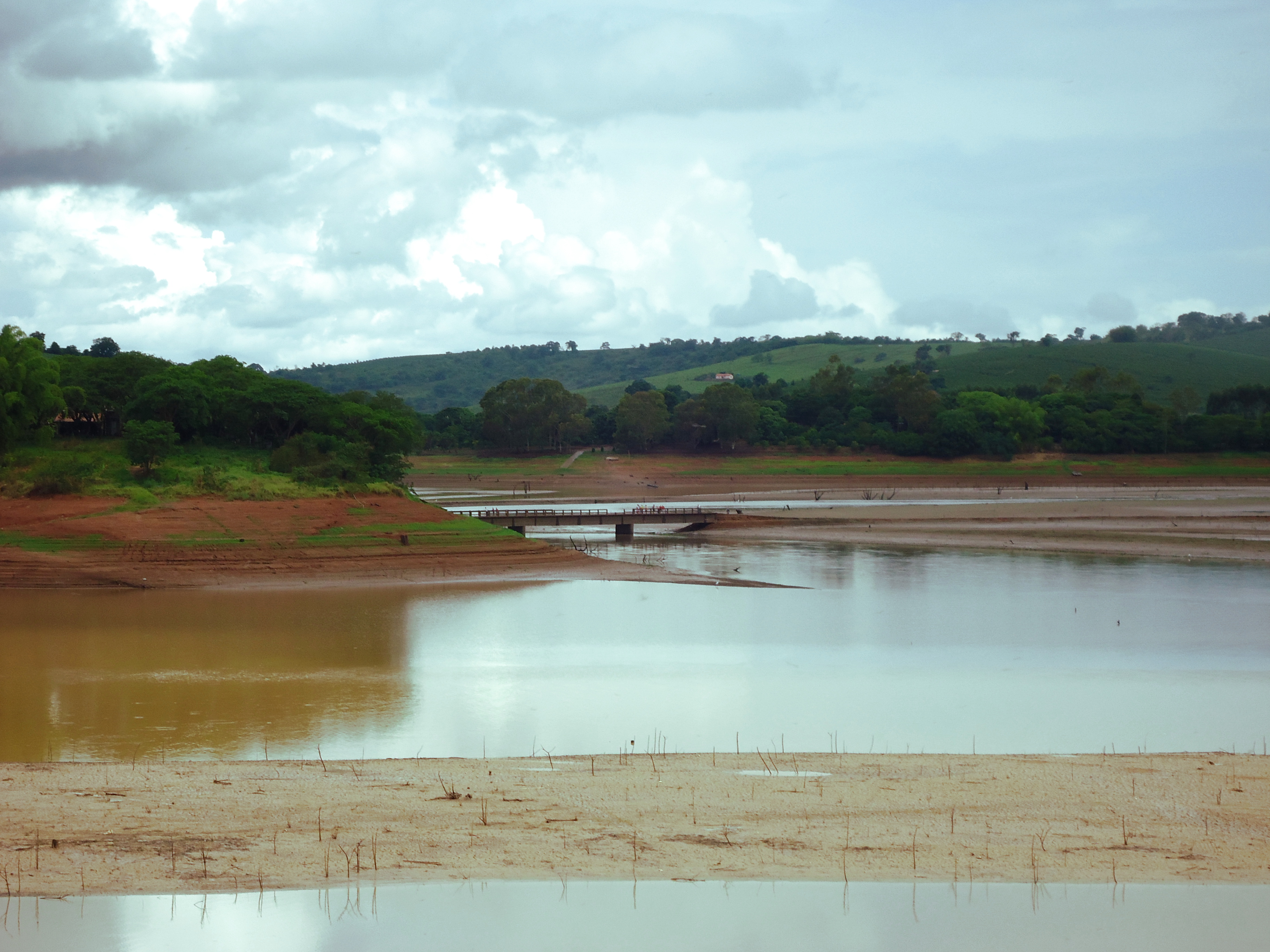
Quando o nível do Lago de Furnas está muito baixo (tal como aconteceu em 2012) é possível ver a ponte que ligava o município de Três Pontas a Paraguaçu, sobre o Rio Verde

O distrito foi criado em 6 de novembro de 1882 com a denominação de distrito de Martinho Campos, com sede na localidade homônima (que atualmente é chamada de Quilombo Nossa Senhora do Rosário). Contudo, por conta da importância que a localidade de Pontalete foi ganhando ao longo do tempo, a sede do município foi transferida em 1918 para o povoado, embora a mudança de nome do distrito tenha ocorrido somente em 1923. Desde o desmembramento do distrito de Santana da Vargem com sua elevação a município, Três Pontas passou a ser formada pelo distrito-sede e pelo distrito de Pontalete.
Dentre as razões que levaram a localidade de Pontalete a se tornar sede do distrito que leva seu nome, destaca-se a construção de uma ferrovia, a Estrada de Ferro Muzambinho, que ligava Muzambinho a Três Corações. No povoado foi construída uma das estações ferroviárias da linha.  Também já houve um ancoradouro instalado no Rio Sapucaí, que facilitava o comércio através do rio. Em 1930 foi construída a primeira ponte sobre o Rio Verde que ligava o povoado à Elói Mendes e Paraguaçu, mas uma grande cheia do rio a destruiu. Logo depois foi iniciada a construção de duas novas pontes de concreto, uma sobre o Rio Verde e outra sobre o Rio Sapucaí. Entretanto, com a construção da Represa de Furnas as pontes e parte do povoado foram inundadas, o que prejudicou profundamente o desenvolvimento do distrito.

## Demografia
Em 2010, a população do distrito foi estimada pelo Instituto Brasileiro de Geografia e Estatística (IBGE) em 2 633 habitantes, sendo que 1 372 pessoas (52,1%) eram homens e 1 261 mulheres (47,9%). Também havia um total de 1 131 domicílios particulares permanentes. A sede de Três Pontas possuía 51 227 habitantes, sendo assim Pontalete reunia 4,9% da população total do município. Já segundo estatísticas divulgadas no ano de 2000, havia 2 872 habitantes no distrito, sendo 1 515 homens e 1 357 mulheres. 106 pessoas habitavam o núcleo urbano de Pontalete, enquanto que os 2 766 habitantes restantes vivam na zona rural distrital. A faixa etária predominante naquele ano, de acordo com o IBGE, era a de pessoas que tinham de zero a quatro anos de idade, cuja população era de 334 de habitantes, sendo que 13 desse total situavam-se na zona urbana e 321 na zona rural.
Em 2000, 79,9% da população acima de 5 anos de idade era alfabetizada e a renda média por responsáveis de domicílios era de R$ 270,69, enquanto que a da sede era de R$ 687,84. 22,4% dos responsáveis por residências particulares permanentes não possuíam instrução escolar, 36,2% possuíam de 1 a 3 anos de instrução, 36,5% tinham de 4 a 7 anos de instrução, 3,7% possuíam de 8 a 10 anos de instrução e 0,9% tinham mais de 11 anos de instrução (sendo 0,13% não determinados). Naquele ano, 23,7% dos domicílios possuíam fornecimento de água através da rede geral de abastecimento, 76,2% através de poço ou nascente. 97,2% tinha o esgoto coletado através da rede geral de coleta e apenas 4,5% era servido por serviço de coleta de lixo, enquanto que nos 94,5% restantes o lixo produzido era queimado, enterrado ou jogado em terrenos baldios.

## Infraestrutura e turismo
Atualmente a localidade de Pontalete possui ruas asfaltadas, serviços de água e esgoto (instalados em 1980 com recursos da Furnas Centrais Elétricas S.A.), energia elétrica e telefonia fixa e móvel. A travessia do Lago de Furnas é efetuada por uma balsa que faz a ligação com os municípios de Elói Mendes e Paraguaçu. Por terra, a ligação com a cidade de Três Pontas é feita por uma estrada não pavimentada, embora exista o projeto da construção de uma nova rodovia que ligaria a cidade à Paraguaçu, passando pela localidade. Em 2012, um projeto de revitalização efetuou a construção de uma grande calçada na orla, asfaltamento de ruas e outras obras de infraestrutura que totalizaram mais de dois milhões de reais em investimentos. O principal intuito de tais ações foi propiciar a atração de turistas para a localidade. Além da beleza natural, a localidade possui uma praia artificial como um de seus principais atrativos turísticos, além de diversas opções de lazer para seus visitantes.